# Edelgard Bulmahn
Edelgard Bulmahn (født 4. marts 1951 i Petershagen) er en tysk politiker i fra SPD. Hun var fra 1998 til 2005 Minister for uddannelse og forskning og fra 2005 til 2009 leder af komiteen for næringsliv og teknologi i Forbundsdagen. I 2009 blev hun medlem af Forbundsdagens udenrigskomite.